# Goro (Italia)
Goro es un municipio situado en el territorio de la provincia de Ferrara en Emilia-Romaña (Italia).

## Demografía
| Gráfica de evolución demográfica de Goro entre 1861 y 2001 |
|                                                            |
| Fuente ISTAT - elaboración gráfica de Wikipedia            |